# Danilo Iervolino
Danilo Iervolino (Palma Campania, 2 aprile 1978) è un imprenditore italiano. Dal 2022 è proprietario della squadra di calcio Salernitana e del gruppo multimediale BFC Media.

## Biografia
Nel 2002 si è laureato presso l'Università degli Studi di Napoli "Parthenope" in Economia e Commercio. Nel 2006, dopo aver trascorso del tempo negli Stati Uniti, dove ha sviluppato un interesse per le dotcom e l'istruzione online, ha fondato l'Università Telematica Pegaso di Napoli, un ateneo con un approccio all'apprendimento esclusivamente digitale.
Si è dimesso dalla carica di Presidente dell'Università Telematica Pegaso nell'aprile 2022, dopo aver ceduto la proprietà dell'azienda a CVC.
Nel 2022 ha ampliato il suo portafoglio di investimenti acquistando la squadra di calcio Salernitana ed è entrato nel mondo dei media con l'acquisizione del settimanale L'Espresso, dopo aver venduto Unipegaso per un miliardo di euro.
Nel dicembre del 2023 ha venduto la maggioranza de L'Espresso Media ad Alga, società con sede a Nola che fa capo al gruppo Ludoil di Donato Ammaturo.
Il 16 agosto 2024 rassegna le proprie dimissioni dalla carica di presidente della Salernitana, venendo sostituito da Roberto Busso.

## Condanna giudiziaria
Nel 2019, Danilo Iervolino è stato coinvolto in un’indagine giudiziaria per un presunto caso di corruzione legato al Ministero del Lavoro. L'accusa principale riguardava l’assunzione presso l’Università Telematica Pegaso di Antonio Rossi, figlio di Concetta Ferrari, funzionaria di rilievo del ministero. Questo incarico sarebbe stato un "compenso" per Ferrari, che avrebbe favorito, sfruttando il proprio ruolo, la scissione del patronato Encal-Inpal in due enti separati: Encal-Cisal e Inpal.
Questa scissione, inizialmente respinta dal ministero, avrebbe portato significativi benefici economici ai nuovi patronati. Iervolino avrebbe gestito l’operazione in collaborazione con Francesco Cavallaro, segretario generale della Cisal (condannato a cinque anni di carcere), e Mario Rosario Miele, collaboratore di Iervolino (condannato a due anni e otto mesi).
Francesco Fimmanò, direttore scientifico dell’Università Pegaso, è stato assolto, mentre Ferrari e altri coinvolti sono ancora sotto processo. La vicenda ha sollevato interrogativi sul ruolo delle università e delle istituzioni pubbliche in operazioni che coinvolgono conflitti di interesse e favori personali.

## Opere
- Now! Strategie per affrontare le nuove frontiere del web, Mondadori, 2015.